# Klaviersonate Nr. 1 (Chopin)
Frédéric Chopin veröffentlichte die Sonate Nr. 1  op. 4 im Jahre 1828. Er widmete sie seinem Lehrer Joseph Elsner. Die Erstausgabe erschien erst 1851 bei Tobias Haslinger in Wien. Die Sonate wird selten aufgeführt.
Sie besteht aus vier Sätzen:
- Allegro maestoso, c-Moll, alla breve
- Menuetto, Allegretto, Es-Dur, 3/4
- Larghetto, con molta espressione, As-Dur, 5/4
- Finale, Presto, alla breve, c-Moll